# 菅貞人
菅 貞人（かん さだと、1926年（大正15年）1月5日 - ）は、日本の実業家。旧名は韓吉昌。

## 人物
1926年に満洲で軍人の子として生まれる。1943年に満州国留学生として来日。終戦後に東京・小石川になった満州国留学生会館に住み、苦学して明治大学商学部（夜間）を卒業し、出版社を経営する一方で紙の特別配給を受けて大半の紙を闇で売りさばいて利益を上げた。その利潤を元手に高利貸しも行い、1954年頃から不動産業や自動車修理業を手広く経営し、1955年に北海道製糖を買収して製糖業界にも手を広げた。1959年に旧満州国籍から日本国籍に帰化した。1958年に共和製糖を買収し瞬く間に事業を拡大、1961年にはセブンアップの関西地方での販売権を獲得（のちのチェリオコーポレーション）。1964年には中小のぶどう糖製造会社をまとめ上げて社団法人ぶどう糖工業会を創設、会長に就任し業界のリーダーにのし上がった。
1966年に共和製糖事件が発覚し、1967年2月8日に詐欺罪、私文書偽造同行使罪で逮捕され、その後に贈賄罪と外為法違反も加えて起訴された。1973年6月22日に東京地裁で懲役6年の実刑判決となった。控訴し、1979年6月22日に東京高裁で懲役4年6ヶ月となった。
なお1968年に経営難に陥った出版社・人物往来社の経営を引き受け、新人物往来社と社名変更した。
チェリオコーポレーションは代々菅家の人物が社長を継ぐ同族経営となっている。